# インターネット・アダルト・フィルム・データベース
インターネット・アダルト・フィルム・データベース（Internet Adult Film Database、略称：IAFD）は、ポルノ男優・女優、ポルノ監督、ポルノ映画に関する情報のオンラインデータベースである。

## 歴史
IAFDの前身は、1993年にダン・アベンドによって作成された、電子メールとファイル転送プロトコル(FTP)でアクセスできるアブサーバーと呼ばれるアダルト映画女優のデータベースであった。
IAFD自体は、ピーター・ヴァン・アールという人物によって始められた。アールは1981年以来、自身の観たものか、アダム・フィルム・ワールド誌で論評された成人映画の索引カードを作り始め、成人映画に関するデータを集めていた。1993年にアールはネットニュースグループのオールト・セックス・ムービーズ (alt.sex.movies) に寄稿し始め、ダン・アベンドと知り合った。2人はデータベースを交換し合い、WWW上でのデータベースの活動を開始した。
アールはのちに「ヘレティック（異端者）」の偽名を持つロン・ウィルヘルムという人物と共同し、このウェブデータベースを運営した。IAFDの最初の版は、ヘレティックが大学で学んでいたSGMLプログラミングの研究成果よって作成され、1995年にオンラインへと移行し、ヘレティックが兵役のためにインターネットを去った後、IAFDはリンク切れが発生し、崩壊していく結果となった。
1998年の秋、ヴァン・アールはある見本市でジェフ・バンゼッティという人物に、独自ドメイン上でIAFDを復活させることに興味があるかと尋ねられた。バンゼッティはSQLサーバを使用したオンラインデータベースプログラムを独学するためのプロジェクトを探しており、これは彼らがニュースグループ、rec.arts.movies.erotica（RAME）の共同調停者で、ニュースグループのメンバーが初代のIAFDの消滅をしばしば嘆いていたことから、自然な成り行きのように思われた。
1999年の初め、IAFDは再開に向けて歩みを始めた。最初は、検索ボックスの対象は女性だけで、データは1989年以降に公開された映画のものに限定された。

ヴァン・アールは、このように述べている：
「IAFDの初期に、私は1つの決まり事を設けました。私は1989年以前の映画に関する情報が利用できることを望みませんでした。この背景にある考えは、基本的に、私がデータベースで商業的に何かしようと決めるなら、最も価値ある部分を立入禁止にしておくことは良い考えであろうということでした。以前の作品に関するデータは、明らかに編集するのが最も困難で、（そして、ジム・ホリデーのような顕著な例外は別として、その古い時期の作品に関する情報を豊富に持ち合わせた人物は、これまで私の接した中にはほとんどいませんでした）したがってデータのいっそう価値がある部分でした。1989年を区切りとしたのは、当時最も人気のある監督の1人だったバットマン（Buttman - ジョン・スタグリアーノ）の作品は少なくとも含むという妥協案でした。」
2005年9月18日、ヴァン・アールは心筋梗塞により42歳で死去した。
2007年3月1日、IAFDは18,000本以上のゲイの映画と約39,000人のゲイの俳優に関する情報を公開した。
IMDbのようにデータ修正のためにフォームが用いられているが、IAFDのフォームはIMDbのものよりかなり単純である。しかし、IMDbもIAFDも修正はすぐには反映されないので、双方の修正サービスはほぼ同等である。
サイトによると、IAFDには649,870本以上のタイトルと216,910人の人物の記載がある（2022年3月15日現在）。

## 評価と研究
2007年の10月にはブラジルの新聞「フォルハ」のオンライン版にIAFDを取り扱った記事が掲載された。